# Cymodusa distincta
Cymodusa distincta là một loài tò vò trong họ Ichneumonidae.